# Braine-le-Château
 Braine-le-Château (in olandese Kasteelbrakel, in vallone Brinne-Tchestea) è un comune belga di quasi diecimila abitanti, situato nella provincia vallona del Brabante Vallone.